# Aberavon Rugby Football Club
L'Aberavon Rugby Football Club è una squadra gallese di rugby a 15 originaria del villaggio di Aberavon, oggi frazione di Port Talbot. Fu fondato nel 1876 come Afan Football Club e ha cambiato il proprio nome varie volte prima di assumere quello attuale.
Attualmente partecipa alla Welsh Premier Division. Il club è fa parte dell'area della squadra regionale degli Ospreys, team che gioca nella Celtic League.
I giocatori dell'Aberavon sono soprannominati The Wizards (I Maghi). Il nome è dovuto probabilmente ai molti lavoratori che vennero a Port Talbot nel XIX secolo dall'area di Carmarthen, fortemente associata alla leggenda di Merlino. Gran parte di questi lavoratori vivevano lungo la strada nominata "Carmarthen Row". Il Talbot Athletic Ground, lo stadio della squadra, sorge proprio dove prima c'era Carmarthen Row.

## Palmarès
- Glamorgan League Champions: 1904-05
- Welsh Club Champions: 1923-24, 1924-25, 1925-26, 1926-27, 1960-61
- Welsh Challenge Cup: 1913-14
- Floodlight Alliance Winners: 1965-66

## Giocatori noti
- Arthur Bassett
- John Bevan
- Tommy Owen James
- Dan Jones
- Allan Martin
- William 'Billy' Mainwaring
- David Thomas
- Walter Vickery
- Paul Wheeler